# Return on Capital Employed
Der Return on Capital Employed (deutsch „Rendite auf das gebundene Kapital“, Abkürzung: ROCE) ist in der Betriebswirtschaftslehre der Anglizismus für eine betriebswirtschaftliche Kennzahl, die dem in einem Unternehmen gebundenen betriebsnotwendigen Kapital den erzielten Jahresüberschuss gegenüberstellt.

## Allgemeines
Der ROCE ist eine weiterentwickelte Kennzahl zur Analyse der Gesamtkapitalrentabilität in einem Unternehmen. Anstelle des Jahresüberschusses können auch andere Ertragsgrößen wie Betriebsergebnis oder EBIT (Gewinn vor Zinsergebnis und Steuern, Gewinn vor Steuern) zugrunde gelegt werden. Das investierte Kapital (englisch capital employed) kann je nach Wirtschaftszweig unterschiedlich ausfallen. Es ist bei anlagenintensiven Industrieunternehmen im Vergleich zum Bankwesen relativ hoch.

## Ermittlung
Dem {\displaystyle EBIT} wird das gebundene Kapital {\displaystyle CE} gegenübergestellt:
{\displaystyle ROCE={\frac {\text{EBIT}}{\text{CE}}}}.
Der ROCE ist umso günstiger, je höher die dem gebundenen Kapital gegenüber stehende Ertragsgröße ist. Das gebundene Kapital soll möglichst viel Erträge generieren.

## Wirtschaftliche Aspekte
Der ROCE gehört zum Kennzahlensystem des Return on Investment (ROI), zu dem auch der CFROI gerechnet wird. Der CFROI ist definiert als Netto-Cashflow, den ein Geschäft, eine Investition oder ein ganzes Unternehmen innerhalb einer Rechnungsperiode erwirtschaftet. Im Gegensatz zum ROI bezieht sich der ROCE nur auf das Kapital, welches den Geschäftsprozess über den einfachen Geschäftszyklus hinaus finanziert. Gemäß dieser Working-Capital-Betrachtung sind somit Verbindlichkeiten aus Lieferungen und Leistungen abzuziehen.
Während viele Anhänger die Wertorientierung dieser Kennzahl hervorheben, bemängeln Kritiker, dass die Kapitalstruktur (die Höhe des aufgenommenen Fremdkapitals im Vergleich zum Eigenkapital) prinzipiell keine Berücksichtigung in der Kennzahl findet. Die Kennzahl impliziert ferner eine konzernweite Gleichverteilung der Risikostruktur, somit ist eine gruppenweite Steuerung durch den ROCE in der Praxis nicht immer sinnvoll bzw. unternehmensübergreifend anwendbar. Letztere Kritik ist wiederum stark abhängig von angewandten Bilanzierungs- und Bewertungsmethoden, sowie betriebsspezifischen Anpassungen der Kennzahl. Kritisch ist zudem zu bemerken, dass dem CFROI ein Jahresabschluss zugrunde liegen kann, bei dem atypische Entwicklungen das Ergebnis verzerren und der so ermittelte Cashflow als konstant für die folgende Rechnungsperioden angenommen wird.
Im Wege der Verbreitung internationaler Rechnungslegungsstandards erfreut sich die Kennzahl nicht nur unter Finanzanalysten wachsender Beliebtheit, ihre Bedeutung ist auch als strategisches-Controlling-Instrument unter stark diversifizierten Konzernen global unbestritten.